# 黑沙海灘
黑沙海灘是位於澳門路環島南側的海灘，因其獨特的黑色沙粒而得名。

## 概況
黑沙海灘長約1350米，黑沙幼滑，更被譽為澳門八景之一，是進行水上活動或觀星的首選熱點。黑沙海灘原是澳門地區最大的天然海灘，但近年來因為水土流失的關係，黑沙海灘的面積逐漸縮少。當局為免旅遊景點消失，故以黃色的新沙保充失去的黑色海沙。現時原有黑色海沙被覆蓋在底層和岸邊，看起來比新沙還要少。
黑沙古稱「大環」，呈半月形，坡度平緩，灘面廣闊，水質明淨。黑色海沙的來源，據說是受到海流影響，才被搬運到近岸上。根據分析，黑色的海沙是來自一種次生礦海綠石，經年累月被海浪沖刷被帶到海岸邊所致。
黑沙海灘的岸邊的黑沙遺址於2006年曾發掘出四千多年前的陶器制品，說明澳門當時就有居民在此活動。現在附近還有一個有百年歷史的小漁村，稱為黑沙村。1960年代起，在岸邊人為種植大片的木麻黄人工林帶，茂密蒼翠。
澳門特區政府教育及青年發展局也在黑沙海灘設有青年旅舍，讓本地的青年遊人可停留欣賞沙灘的美景。海灘旁邊的黑沙公園與澳門鷺環海天度假酒店，都是外地遊人享受休息的好地方。而海灘最迷人的時光是東方日出時分。

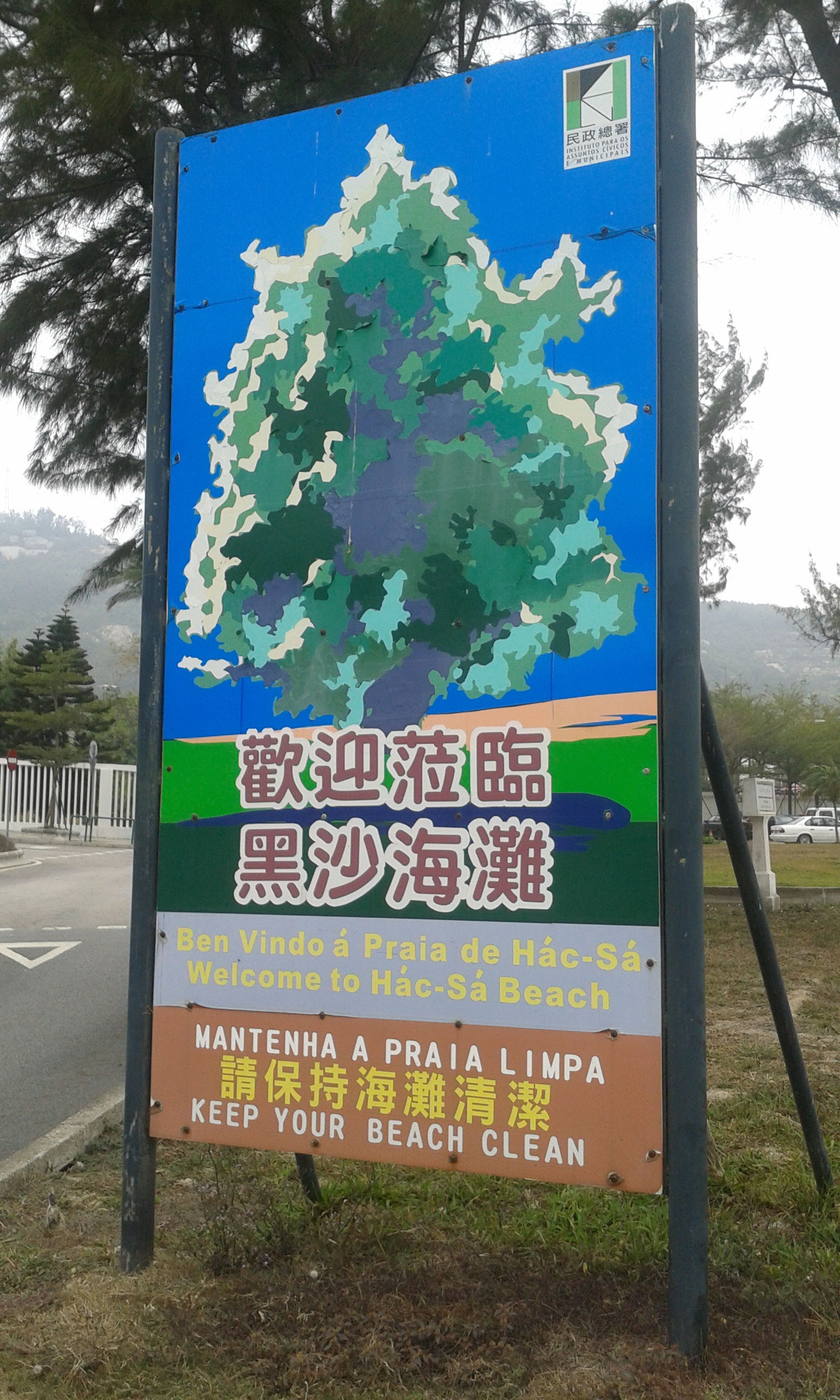
歡迎蒞臨黑沙海灘指示牌

## 所謂的「黑沙灣」
受旅遊地圖和手冊的標示影響，加上香港大部份海灘都以「XX灣」為名，不少遊客，特別是香港遊客都會順理成章地把位於路環的黑沙海灘稱作「黑沙灣」，再加上香港的知名電視劇十月初五的月光中也曾多次把黑沙海灘稱作「黑沙灣」，從而在溝通上常與本地居民產生誤會，混淆了位於澳門半島東北部的黑沙環和所謂的「黑沙灣」。
「灣」、「環」二字在粵語裡只有音調的區別。
而本身發第一聲的「灣」有時候會變調發成第四聲的「環」（如:南灣、西灣、長沙灣等），這更容易引起誤會。
澳門居民一般把位於路環的黑沙海灘稱為「黑沙」或「黑沙海灘」，以區別黑沙環本區。
事實上，由澳門政府地圖繪製暨地籍局出版的正式地圖中，一向都把該處標為「黑沙海灘」，而並無所謂「黑沙灣」的稱謂。

## 周邊地點
- 黑沙公園
- 黑沙海灘休憩區
- 黑沙青年旅舍
- 黑沙水上活動中心
- 鷺環海天度假酒店
- 龍爪角
- 黑沙水庫郊野公園

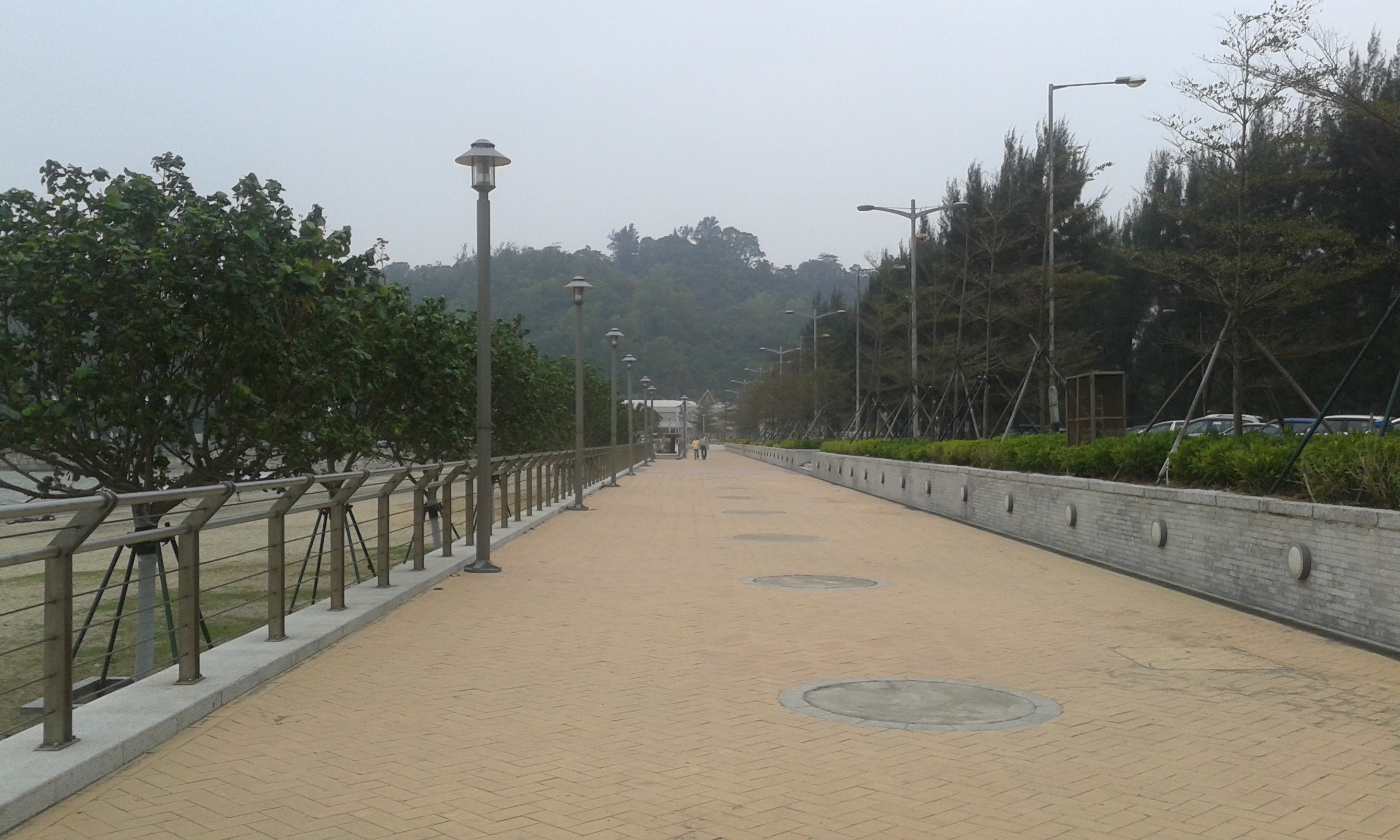
黑沙海灘新建海堤
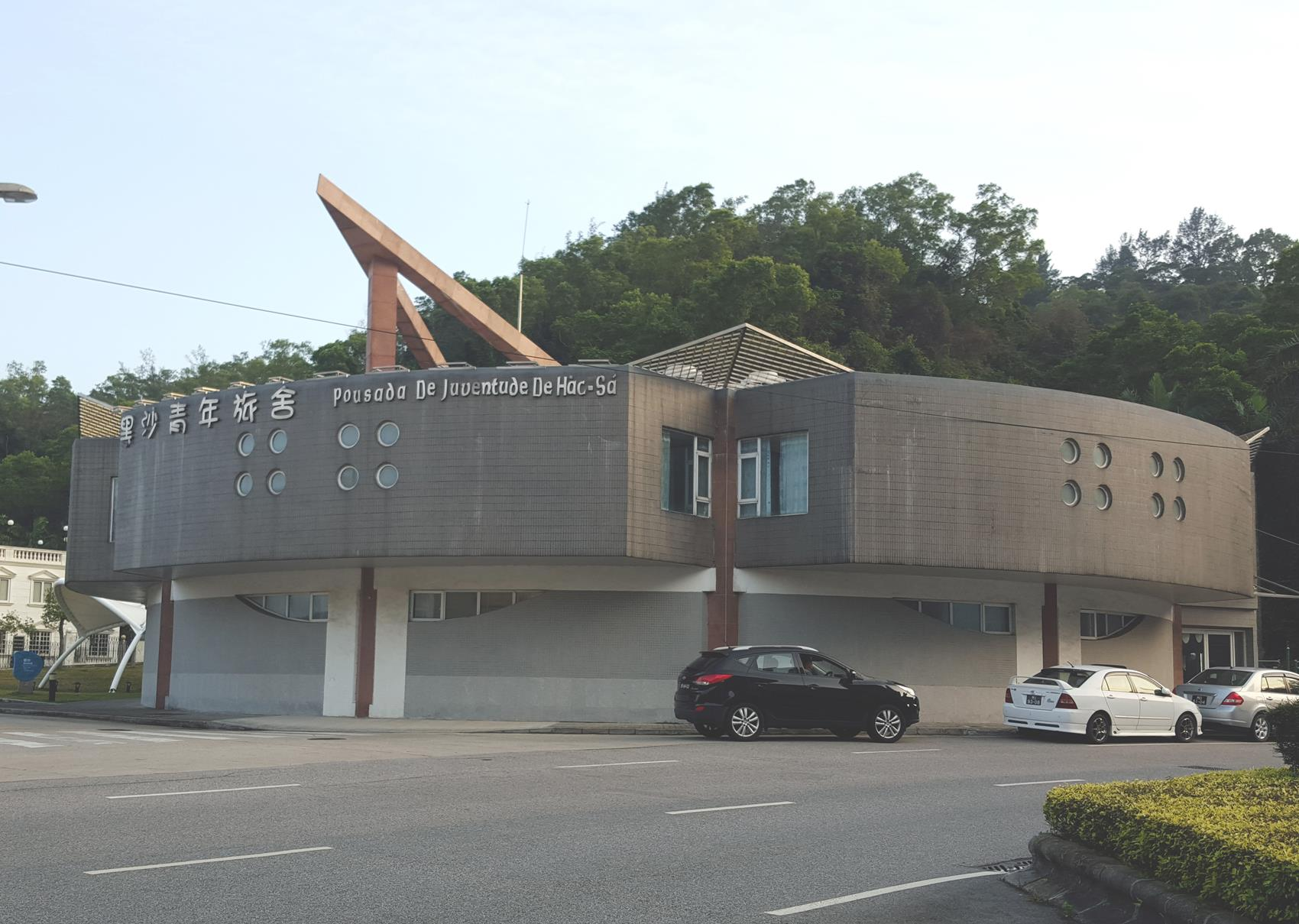
黑沙青年旅舍
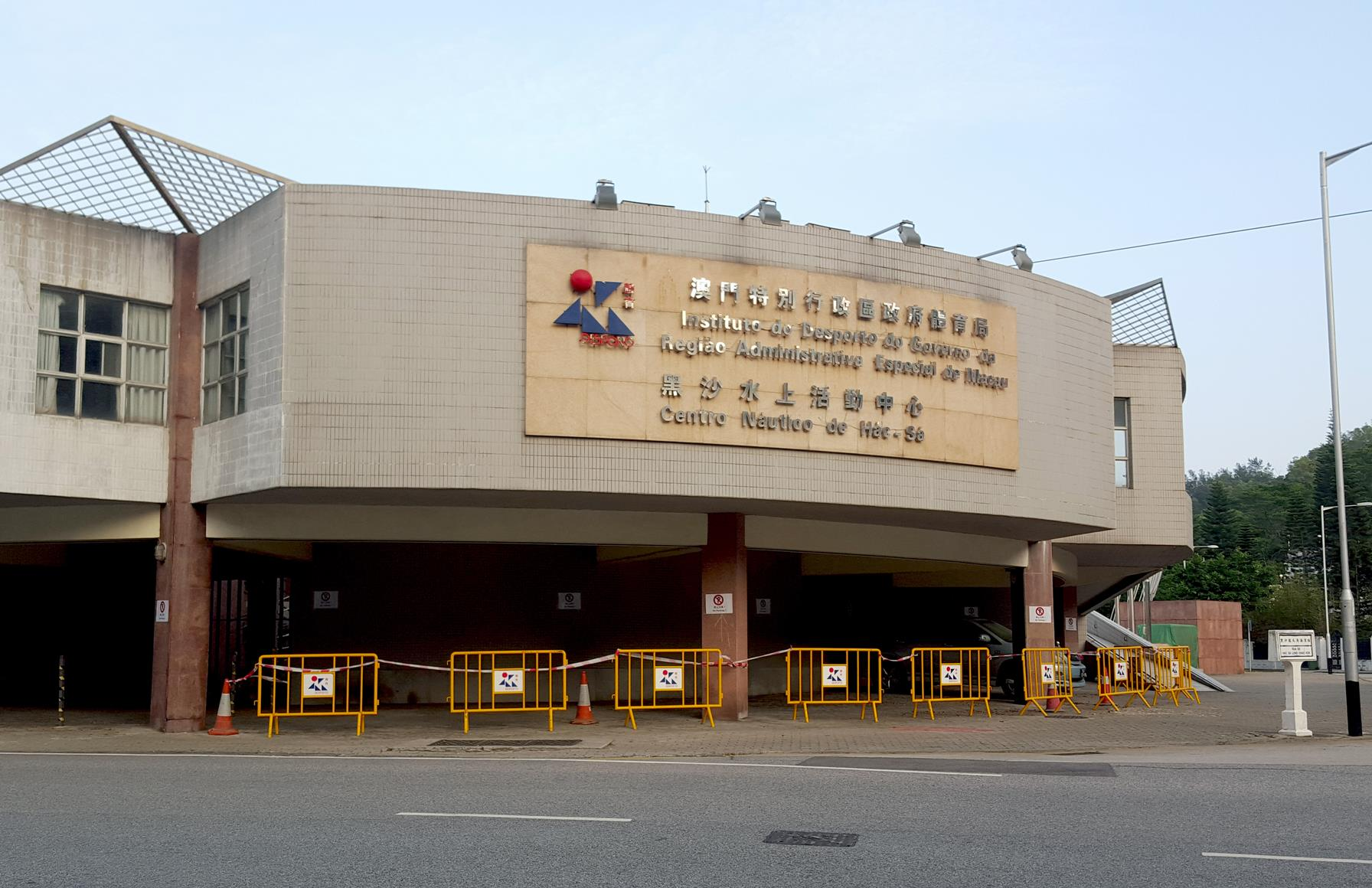
黑沙水上活動中心
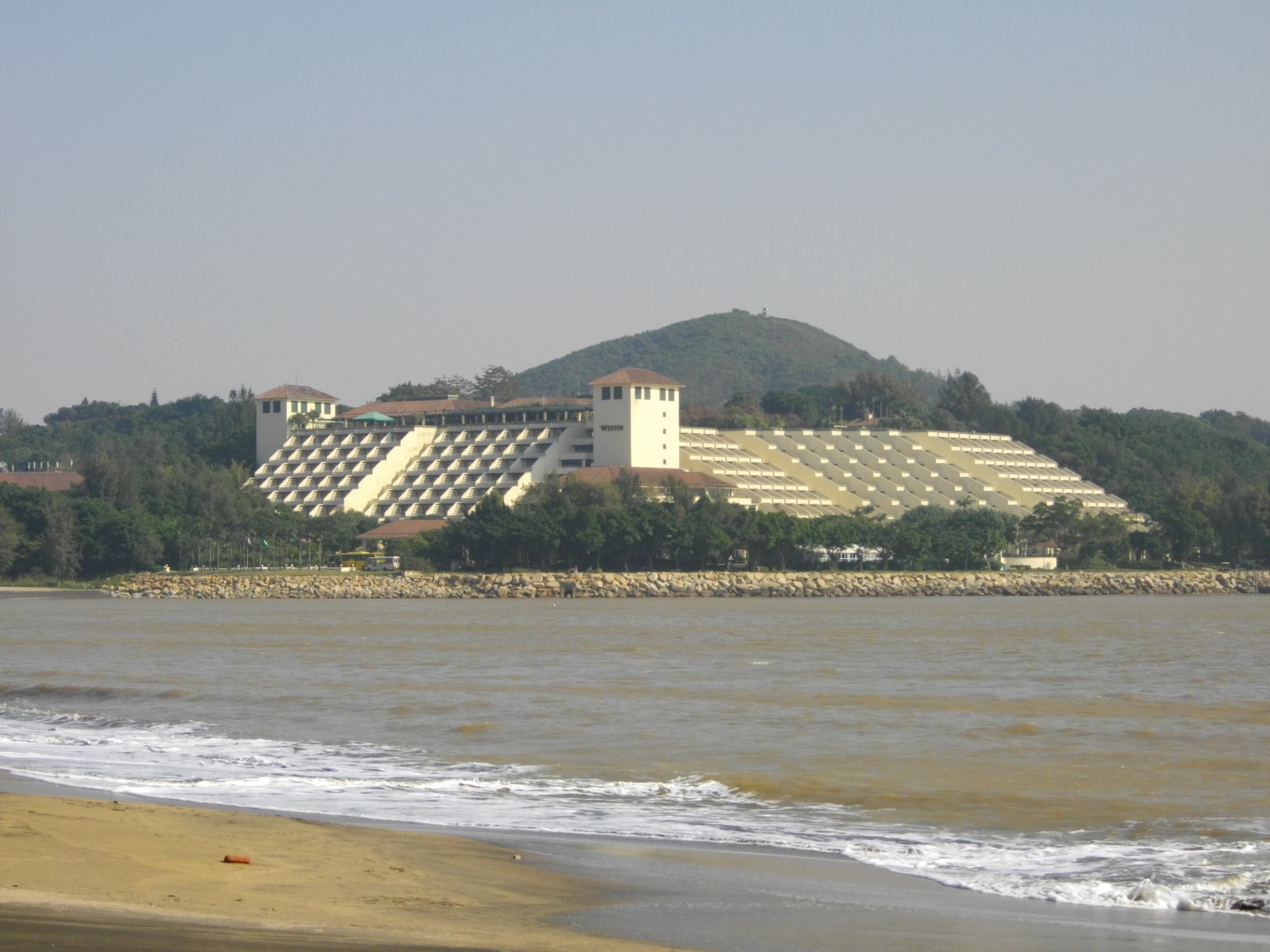
位於海灘東面的鷺環海天度假酒店

## 交通

### 公共巴士

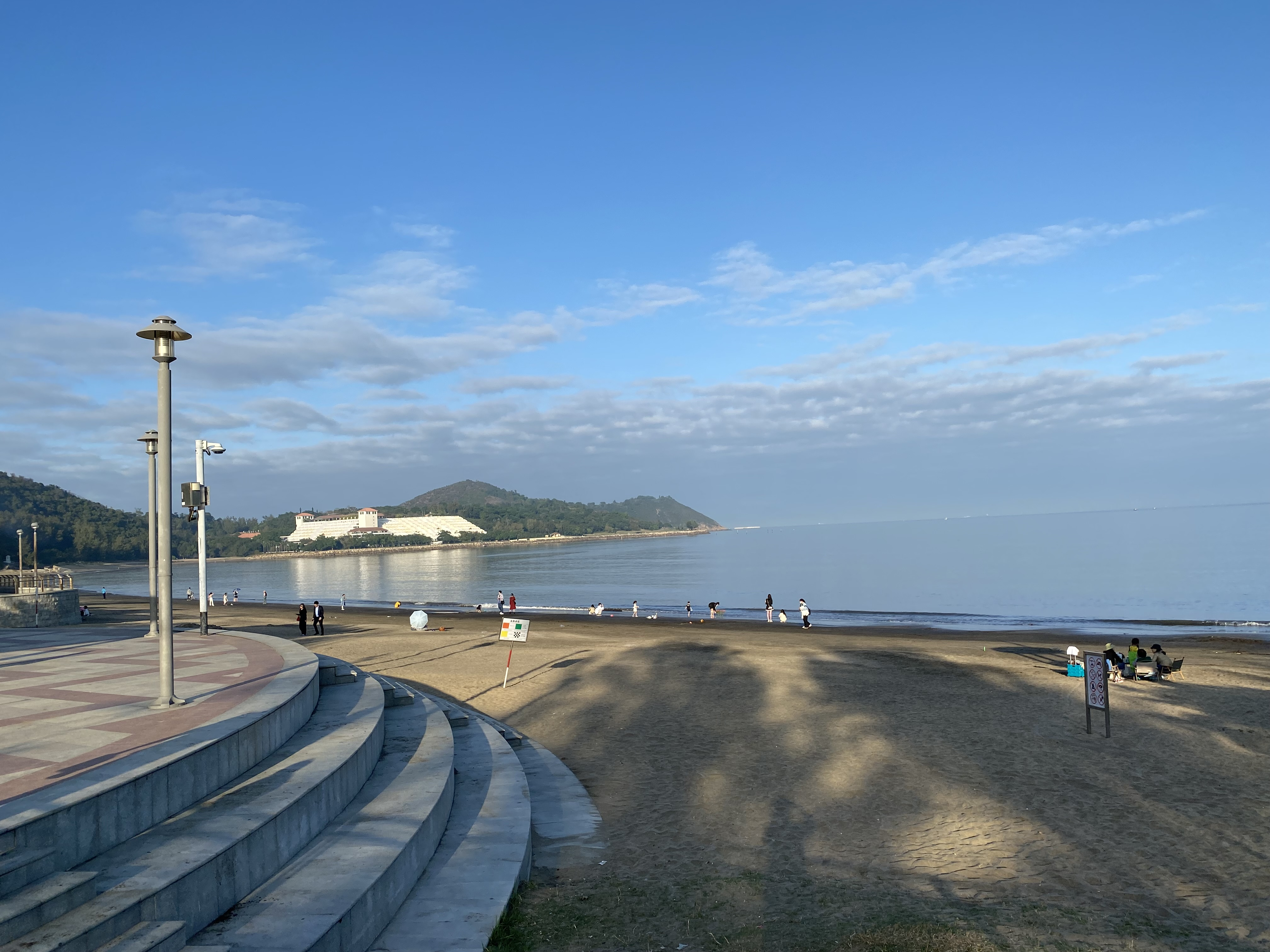
黑沙海灘全景，攝於2023年

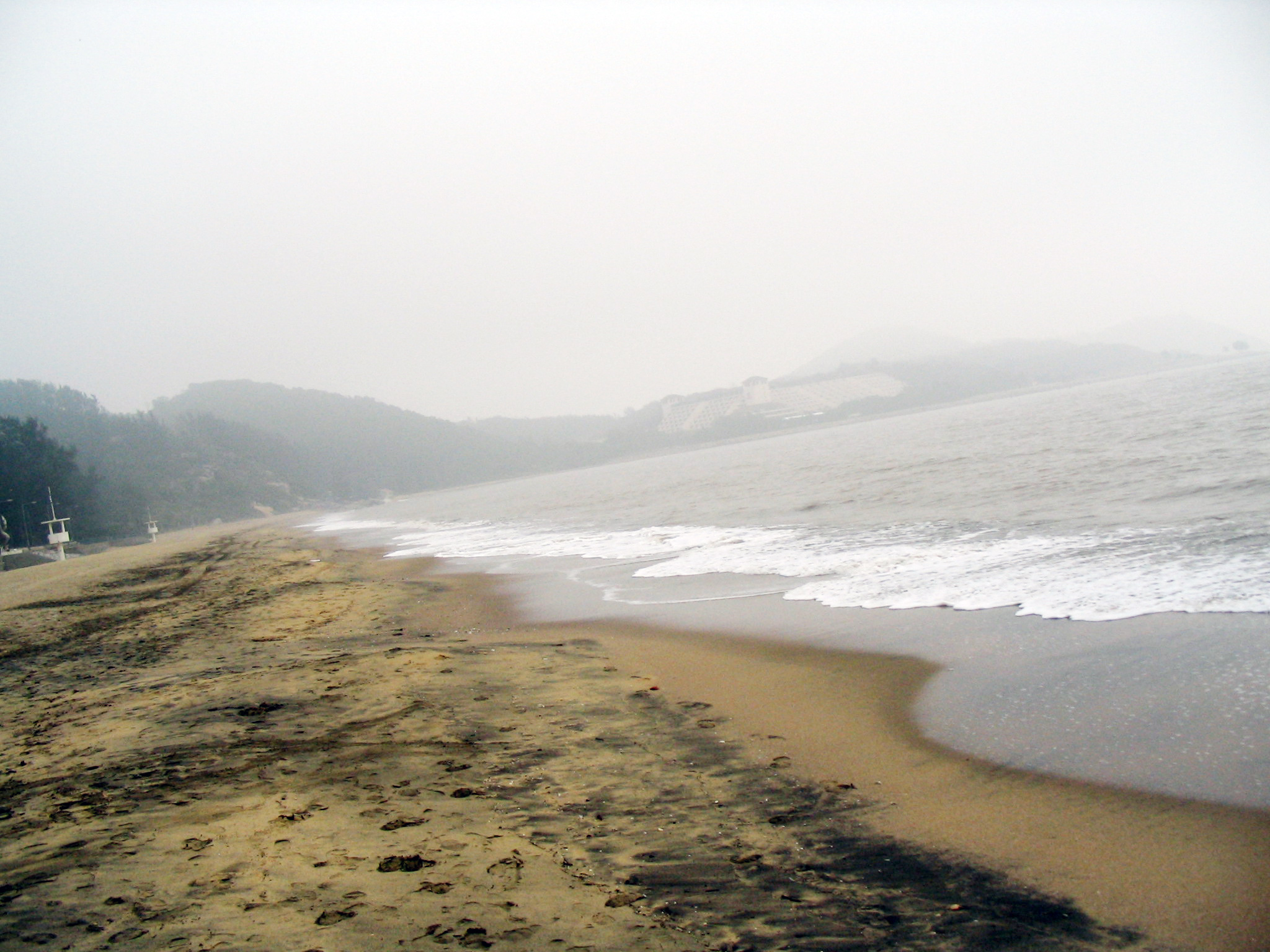
黑沙海灘攝於2006年，黑沙跟黃沙混雜在一起

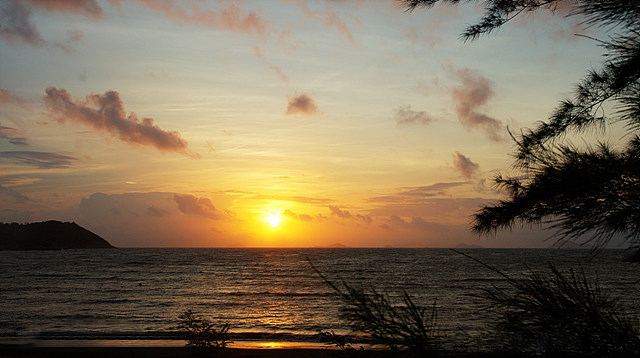
黑沙海灘日出

C669 黑沙海灘（Praia de Hac Sá）
路線：15、15T、21A、26A、N3夏季

## 事件

### 污染問題
2017年8月，離島社咨委平常會議議程前發言，有委員關注排水溝及海面垃圾污染問題，建議環保局與內地廣東省有關部門商討改善海洋清潔的問題，保障泳客安全，同時保護海洋生態環境。排水溝常有垃圾油污積聚，影響海灘環境，亦有人利用旁邊的山水水喉清洗食物和用具，油污、垃圾隨排水溝流出岸灘和海洋，污染環境，建議管理部門加強宣傳和稽查。
2018年3月中旬，海灘出現黑色異物，對海灘做成了污染，且對遊玩沙灘的人做成影響，而海事及水務局新聞稿表示「過去兩日沒有發現泳灘水面有油污出現」，引起社會人士批評政府部門後知後覺，待污染物漂上沙灘才跟進處理，又指政府應徹查污染物出現的起因，評估受油污污染面積，並向公眾交代。對於油污源頭未明，澳門立法會議員麥瑞權再度就事件提出書面質詢，批評當局至今未查明污染物源頭，任由污染物隨時再現澳門。麥稱，泳季將至，黑沙海灘短時間內再次出現不明污染物，有失澳門政府科學施政、用心為民的施政理念，要求當局交代回應。
2019年7月，有離島社區咨詢委員會委員引述市民反映稱，黑沙海面經常有油污、垃圾等隨水漂到灘上。加上市政署公佈水質欠佳，重金屬等污染嚴重，建議有關部門在岸邊裝設視像監控系統，一定程度能保護海灘環境，並即時通報大眾。但最重要的，要從源頭解決問題，當局應與相關部門協調跟進，持續有效清理海面垃圾及污染物。同時建議環保局加強與內地廣東省相關環保部門等的溝通，共同合作做好區域性的宣傳教育，加強稽查，提升公民意識。另一名委員引述黑沙村村民反映，近年每逢轉吹大東風，便會將內地沿岸的海上垃圾吹至黑沙海灘。政府發現雖會加緊清理，但垃圾持續由海面漂來，村民認為治標不治本。當局計劃安裝監控系統，對海灘環境起到一定的作用，但未能堵截垃圾，建議當局加強與內地環保部門溝通協調，跨區域合作解決海洋垃圾問題，並針對周邊漁業場所做好垃圾處理的工作，雙管齊下保護海岸自然資源。
2023年4月3日，海事及水務局表示近日該局人員巡視海灘時，發現黑沙海灘灘面的垃圾較平日明顯增多，已即時協調請潔專營公司(CSR)加緊清理。過去數日黑沙海灘的垃圾清理量約每日4噸，較平日增加逾一倍。垃圾量明顯增加之原因估計是由於近期珠江上遊進入汛期和連續降雨，使上遊周邊區域和澳門沿岸的雜物和垃圾被雨水沖至河道和和海面，而同時近日吹東至東南風，故有較多海面雜物和垃圾漂至黑沙海灘。

## 外部連結
- 公共體育設施網絡-黑沙水上活動中心 （页面存档备份，存于）

22°7′13.4″N 113°34′14.4″E / 22.120389°N 113.570667°E